# Берешит-2
Берешит-2 (ивр. 2-בראשית, англ. Beresheet-2) — автоматическая межпланетная станция, разрабатывавшаяся частной израильской компанией SpaceIL и американской Firefly Aerospace. Планировалось, что аппарат будет состоять из трех модулей одного орбитального и двух посадочных. Запуск был запланирован на 2025 год. В феврале 2025 года было заявлено, что проект заморожен по причине отсутствия финансирования.

## История
16 апреля 2019, после крушения предыдущего аппарата компании, SpaceIL объявило о планах совершить следующую миссию.
25 ноября 2019 было объявлено, что целью космического аппарата станет Луна.
В середине 2023 года группа доноров во главе с Патриком Драхи и Моррисом Каном, обеспечивавшая большую часть финансирования, заявила, что отказывается от дальнейшей поддержки проекта. В феврале 2025 года было заявлено, что проект заморожен после того, как компания не смогла найти необходимое финансирование. Сотрудники, занимавшиеся разработкой проекта, были уволены, контракты с поставщиками заморожены.

## Конструкция и схема полёта
Планировалось, что аппарат будет состоять из двух посадочных и одного орбитального модуля. Каждый из посадочных модулей имеет массы 60 кг, и заправлен топливом на 60 кг. Срок активного существования орбитального модуля составляет 5 лет.

## Полезная нагрузка
| Название | Описание                                                                                            | Агентство или организация |
| -------- | --------------------------------------------------------------------------------------------------- | ------------------------- |
| —        | Эксперимент по изучению влияния космической среды на лекарства.                                     | Еврейский университет     |
| Aleph    | Капсула с семенами растений, эксперимент предназначен для изучения космического полета на растения. | Lunaria One               |
| —        | Гиперспектральная камера для записей, во время полета.                                              | Noohra                    |